# 島田駅 (静岡県)

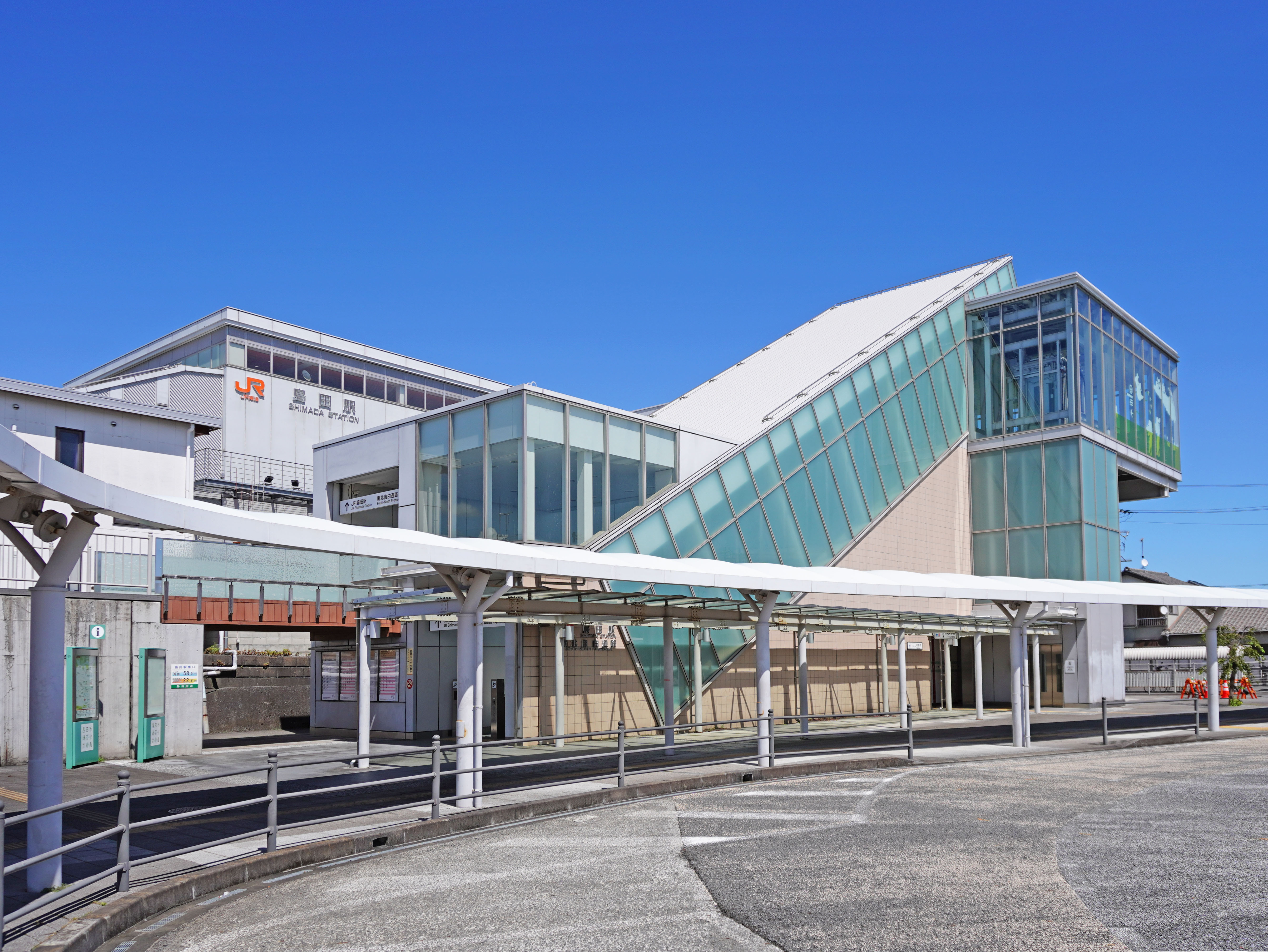
南口（2022年9月）

島田駅（しまだえき）は、静岡県島田市日之出町にある、東海旅客鉄道（JR東海）・日本貨物鉄道（JR貨物）東海道本線の駅である。駅番号はCA24。マルスから発券された乗車券には「（東）島田」と表記される。
運行形態の詳細は「東海道線 (静岡地区)」を参照。

## 歴史
- 1889年（明治22年）4月16日：官設鉄道 静岡 - 浜松間開通時に開業。旅客・貨物共に扱う一般駅[2]。
- 1898年（明治31年）4月13日：島田軌道が開業。
- 1909年（明治42年）10月21日：線路名称制定により、東海道本線所属となる。
- 1930年（昭和5年）5月30日 : 昭和天皇が静岡県内を行幸。焼津駅発-島田駅着、島田駅発-掛川駅着のお召し列車が運転[3]。
- 1959年（昭和34年）9月30日：島田軌道が廃止。
- 1984年（昭和59年）1月16日：貨物取扱範囲を、専用線発着の車扱貨物のみに縮小[2]。
- 1985年（昭和60年）3月14日：荷物の取扱を廃止[2]。
- 1986年（昭和61年）3月23日：みどりの窓口（民営化後の「JR全線きっぷうりば」）を開設[4]。
- 1987年（昭和62年）4月1日：国鉄分割民営化により東海旅客鉄道（JR東海）・日本貨物鉄道（JR貨物）が承継[2]。
- 1992年（平成4年）11月28日：自動改札機を導入[5]。
- 1997年（平成9年）3月22日：貨物取扱範囲を、臨時専用線発着車扱貨物に変更[2]。
- 1998年（平成10年）4月1日：貨物取扱範囲を、臨時車扱貨物に変更[2]。
- 2004年（平成16年）10月16日：ダイヤ改正により、島田発東京行普通列車を廃止。
- 2006年（平成18年）6月2日：南北自由通路・橋上駅起工式[6]。
- 2008年（平成20年）
  - 2月28日：南北自由通路・橋上駅舎が竣工[7]。
  - 3月1日：TOICAのサービス開始。
- 2009年（平成21年）3月：島田駅駅前広場を含めた工事が完了する[8]。

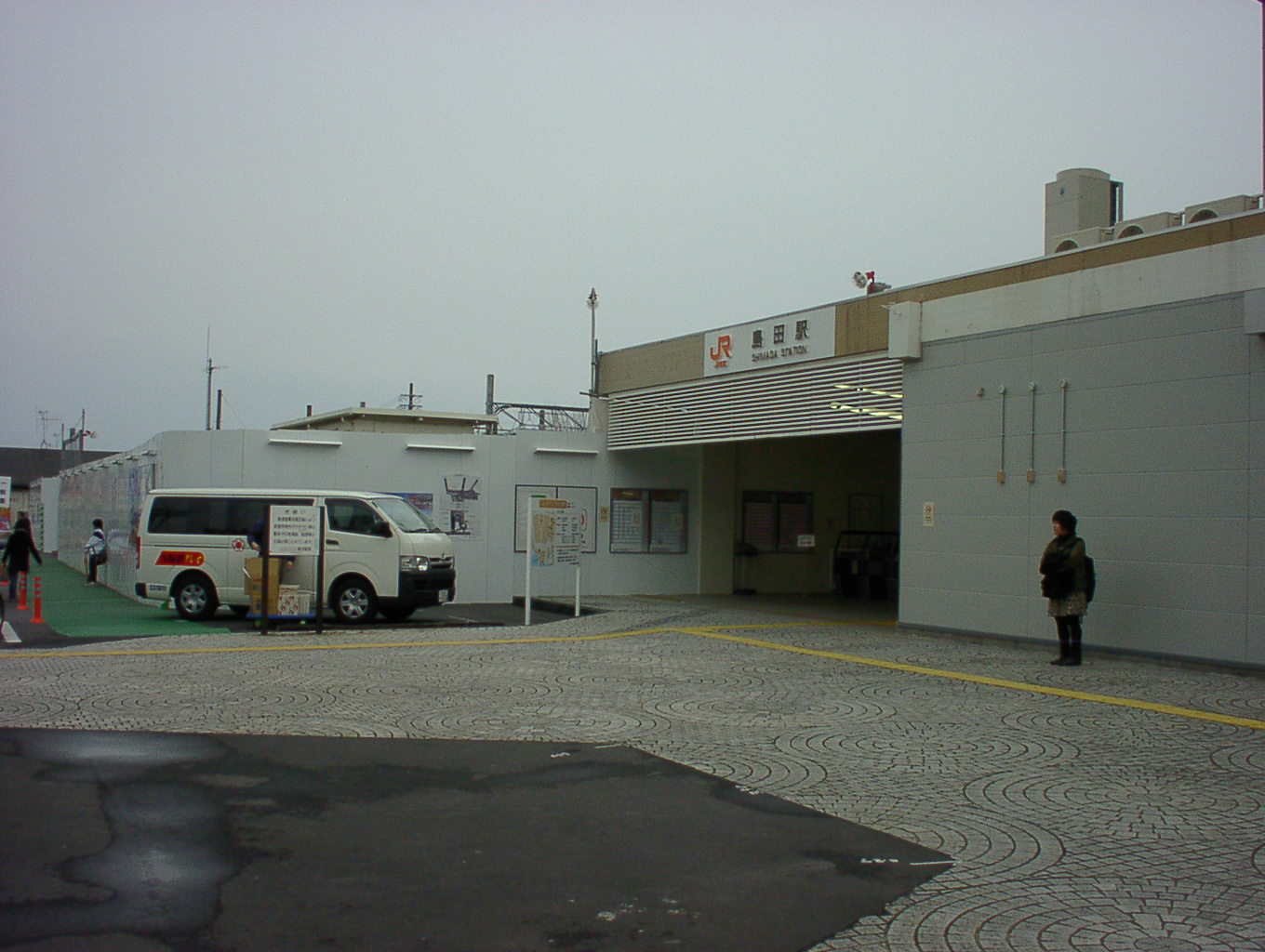
旧駅舎（2007年3月）

## 駅構造
島式ホーム1面2線と単式ホーム1面1線、合計2面3線のホームを有する地上駅で、構内北側から島式ホーム、単式ホームの順に並んでいる。なお、1・2番線が本線、3番線が副本線となっている。駅舎と1番線の間にもホームのない副本線が1本ある他、電車・保線車両留置用の側線がある。2008年4月より橋上駅舎と南口の供用が開始されている。
駅長・駅員配置駅（直営駅）である。管理駅として、金谷駅を管理している。駅舎の内部にはJR全線きっぷうりばや自動券売機などがある。

### のりば
| 番線 | 路線          | 方向 | 行先           | 備考     |
| ---- | ------------- | ---- | -------------- | -------- |
| 1    | CA 東海道本線 | 上り | 静岡・沼津方面 |          |
| 2    | CA 東海道本線 | 下り | 浜松・豊橋方面 |          |
| 3    | CA 東海道本線 | 上り | 静岡・沼津方面 | 当駅始発 |

（出典：JR東海:駅構内図）

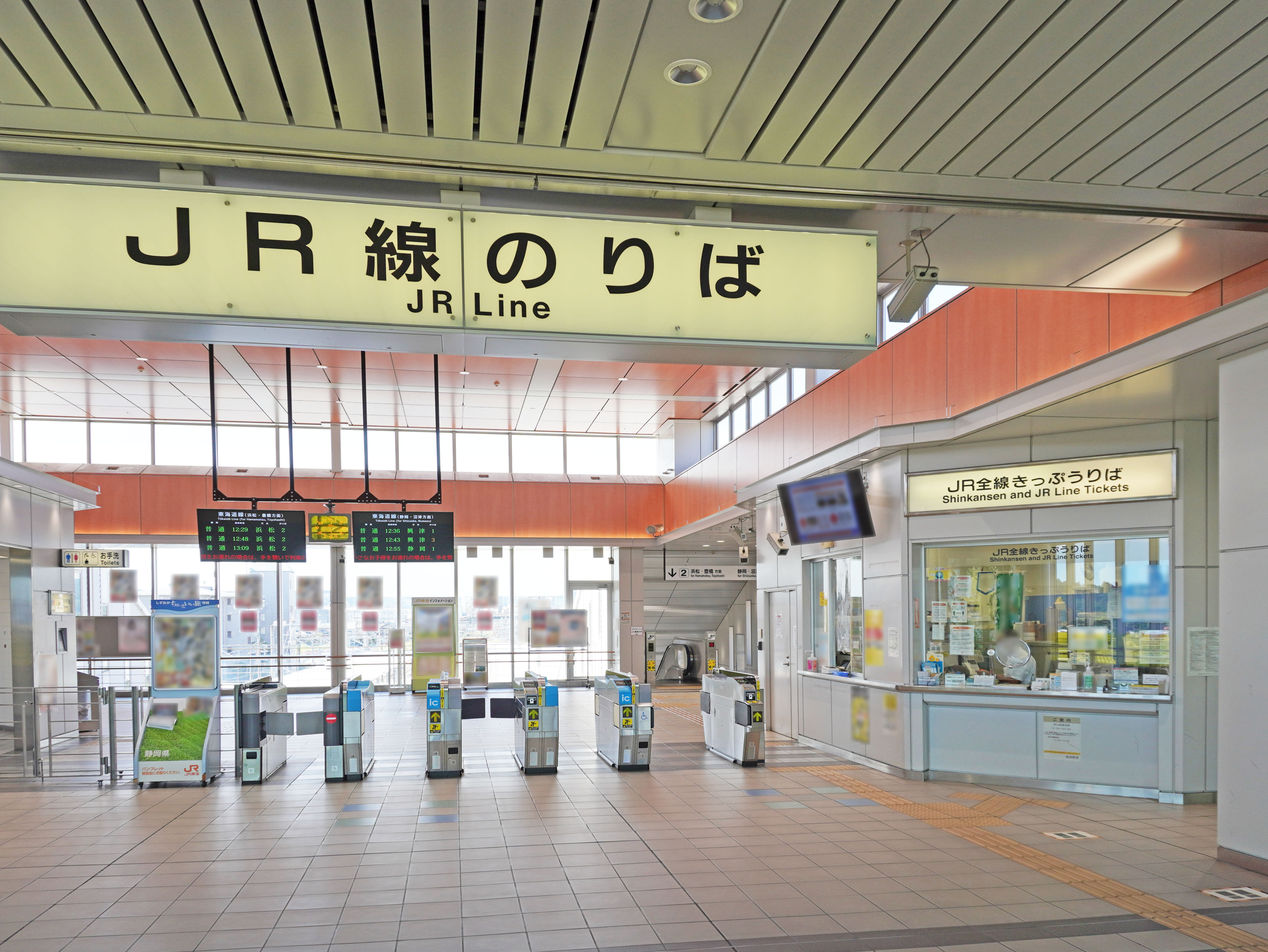
改札口（2022年9月）
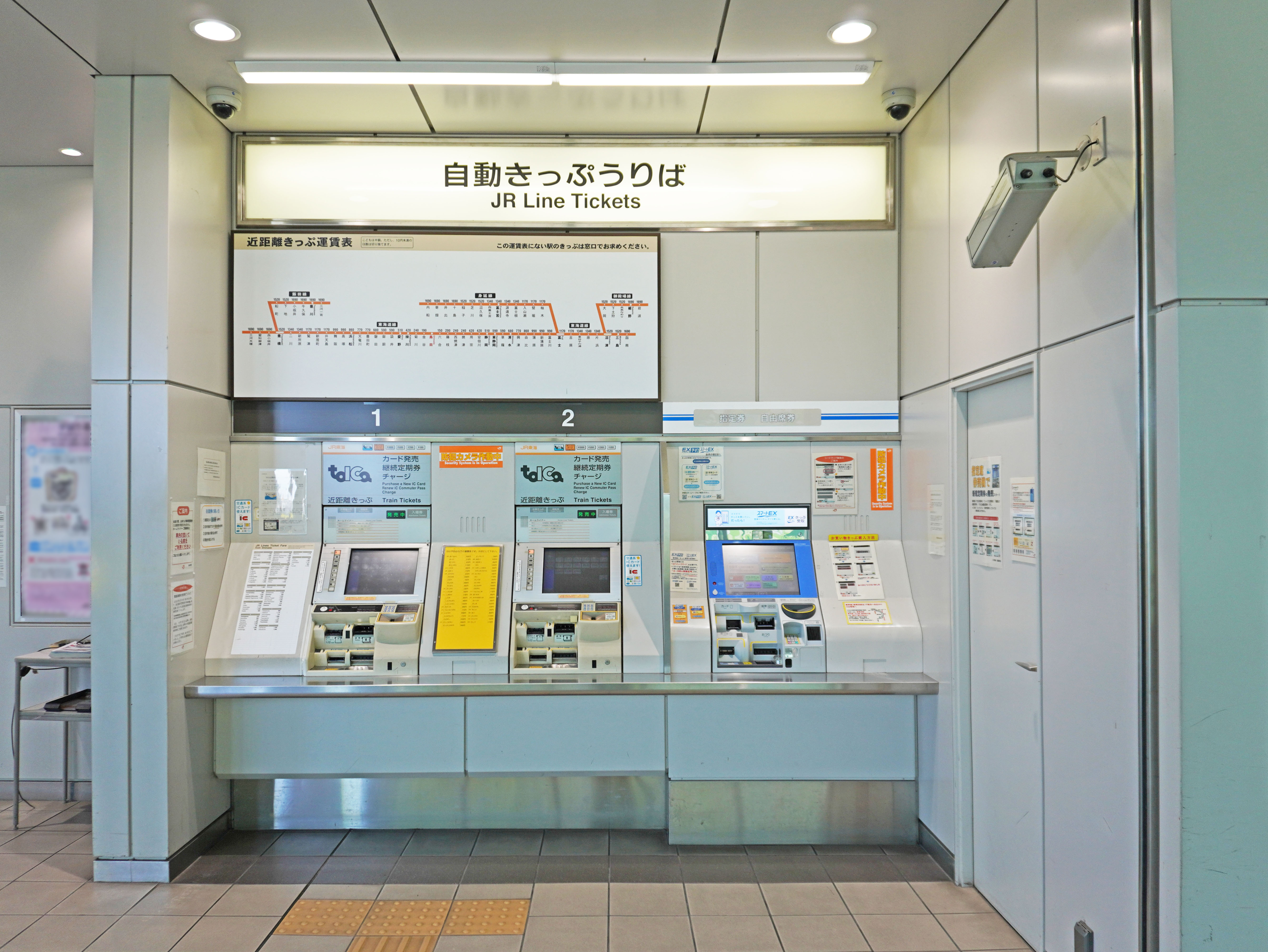
自動券売機（2022年9月）
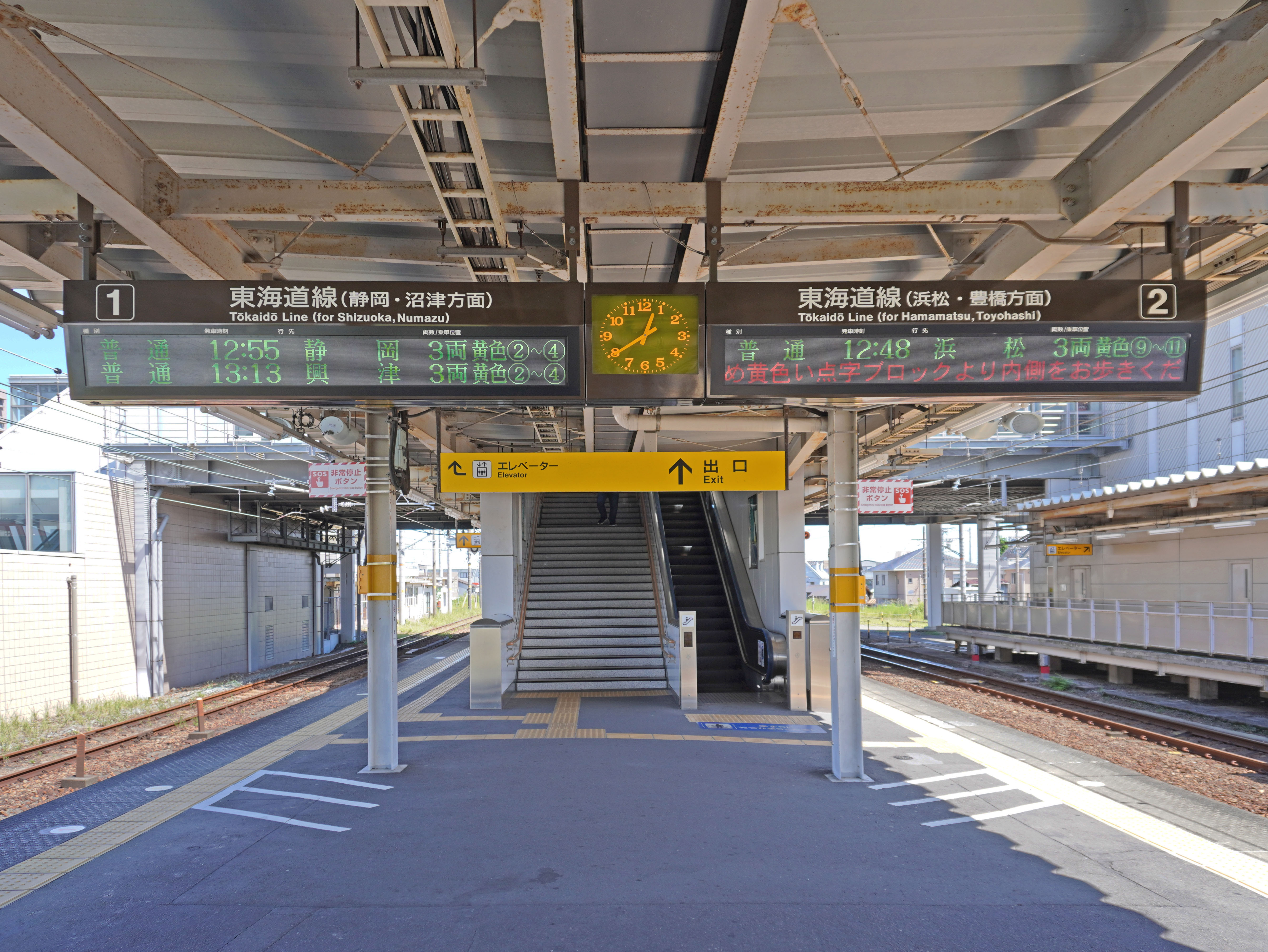
1・2番線ホーム（2022年9月）
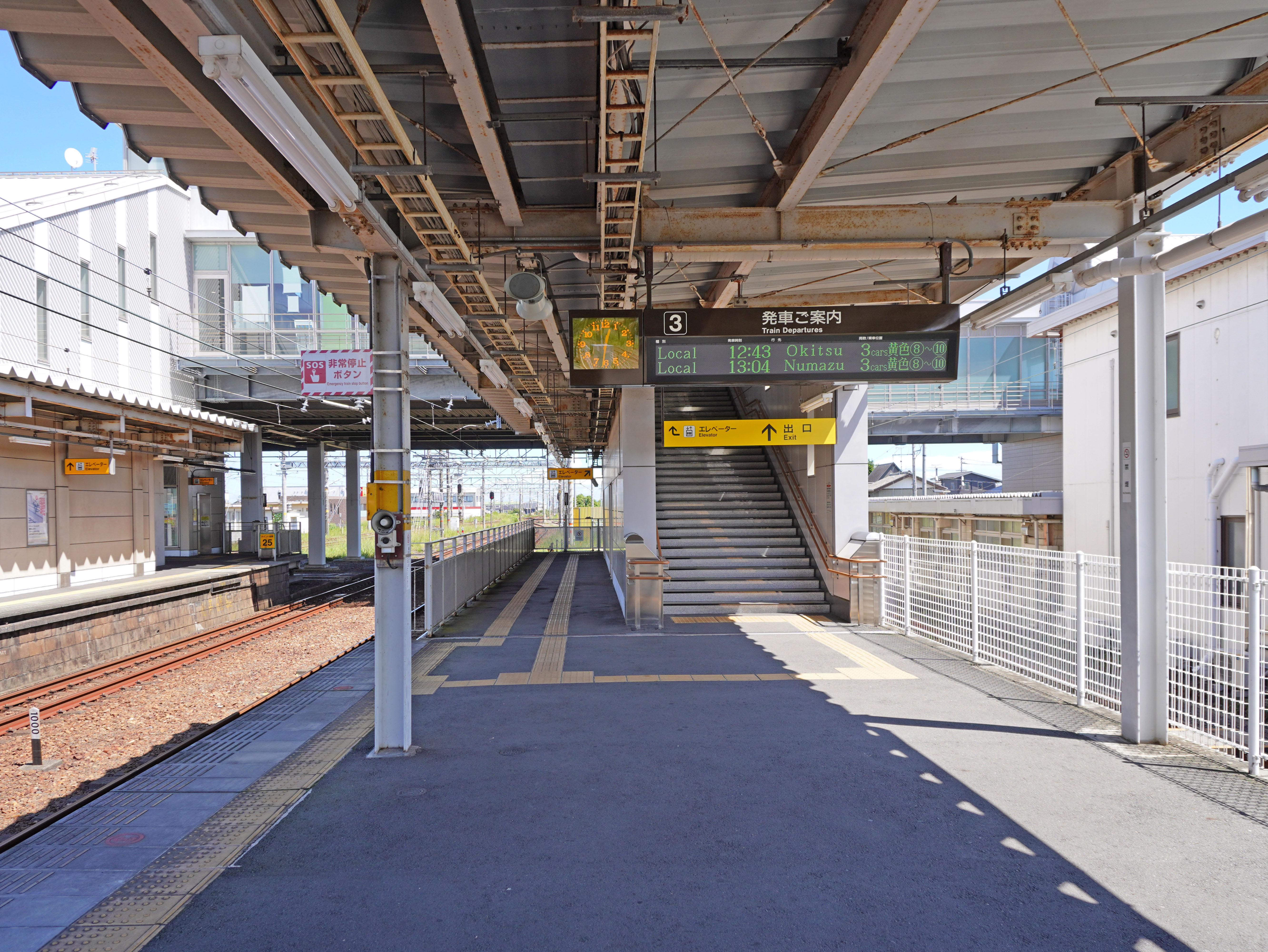
3番線ホーム（2022年9月）

## 貨物取扱
JR貨物の駅は、2022年現在車扱貨物の臨時取扱駅であり、定期貨物列車の発着は無い。
1993年（平成5年）まで、駅西側にある東海パルプ（現・特種東海製紙）島田工場へ専用線が続いていた。専用線は本線南側や北側に沿って工場へ向かうもの、本線北側に沿って工場の東端にある倉庫へ向かうものの計3本存在し、紙製品や原料の木材チップ、化学薬品輸送に使用されていた。そのため、紙製品を輸送する列車が当駅から飯田町駅等へ運行されていた。
また、1984年（昭和59年）1月まで駅舎西側に有蓋車用貨物ホームが存在した。その他1970年頃まで駅東側にある日清紡績島田工場へ続く専用線もあった。

## 利用状況
「静岡県統計年鑑」によると、2021年度（令和3年度）の1日平均乗車人員は4,360人である。
1993年度（平成5年度）以降の推移は以下のとおりである。
| 乗車人員推移       | 乗車人員推移     | 乗車人員推移 |
| 年度               | 1日平均 乗車人員 | 出典         |
| ------------------ | ---------------- | ------------ |
| 1993年（平成05年） | 8,931            | [ 12 ]       |
| 1994年（平成06年） | 8,481            | [ 12 ]       |
| 1995年（平成07年） | 8,298            | [ 12 ]       |
| 1996年（平成08年） | 8,084            | [ 12 ]       |
| 1997年（平成09年） | 7,652            | [ 12 ]       |
| 1998年（平成10年） | 7,469            | [ 12 ]       |
| 1999年（平成11年） | 7,000            | [ 12 ]       |
| 2000年（平成12年） | 6,749            | [ 12 ]       |
| 2001年（平成13年） | 6,669            | [ 12 ]       |
| 2002年（平成14年） | 6,406            | [ 12 ]       |
| 2003年（平成15年） | 6,326            | [ 12 ]       |
| 2004年（平成16年） | 6,204            | [ 12 ]       |
| 2005年（平成17年） | 6,021            | [ 12 ]       |
| 2006年（平成18年） | 5,875            | [ 12 ]       |
| 2007年（平成19年） | 5,910            | [ 12 ]       |
| 2008年（平成20年） | 5,879            | [ 12 ]       |
| 2009年（平成21年） | 5,757            | [ 12 ]       |
| 2010年（平成22年） | 5,819            | [ 12 ]       |
| 2011年（平成23年） | 5,722            | [ 12 ]       |
| 2012年（平成24年） | 5,708            | [ 12 ]       |
| 2013年（平成25年） | 5,696            | [ 12 ]       |
| 2014年（平成26年） | 5,479            | [ 12 ]       |
| 2015年（平成27年） | 5,582            | [ 12 ]       |
| 2016年（平成28年） | 5,595            | [ 12 ]       |
| 2017年（平成29年） | 5,534            | [ 12 ]       |
| 2018年（平成30年） | 5,527            | [ 12 ]       |
| 2019年（令和元年） | 5,537            | [ 12 ]       |
| 2020年（令和02年） | 4,333            | [ 12 ]       |
| 2021年（令和03年） | 4,360            | [ 12 ]       |

## 駅周辺
- 特種東海製紙島田工場・横井工場
- 日清紡績島田工場
- 島田市役所
- 島田市観光案内所
- 島田商工会議所
- 大井神社
- 大井川
  - 蓬萊橋
- 国道1号
- ホテルルートイン島田駅前

## バス路線
| のりば           | 運行事業者                                                | 路線・行先                                                                  | 備考             |
| 島田駅前（北口） | 島田駅前（北口）                                          | 島田駅前（北口）                                                            | 島田駅前（北口） |
| ---------------- | --------------------------------------------------------- | --------------------------------------------------------------------------- | ---------------- |
| 1                | しずてつジャストライン                                    | 金谷島田病院線：金谷駅                                                      | 平日のみ運行     |
| 1                | 島田市コミュニティバス （しずてつジャストライン）         | - 田代の郷温泉線：伊太団地・伊太和里の湯 - 湯日線：本村                     |                  |
| 2                | しずてつジャストライン                                    | 金谷島田病院線・島田静波線：島田市立総合医療センター                        | 平日のみ運行     |
| 2                | 島田市コミュニティバス （しずてつジャストライン）         | - 伊久身線：御堂沢 - 大津線：島田駅前 / 天徳寺 - 川根温泉線：川根温泉ホテル |                  |
| 2                | 島田市コミュニティバス （ジャンボタクシー）               | - 相賀線：上相賀 - 島田駅東線：島田駅南口                                   |                  |
| 3                | しずてつジャストライン                                    | 島田静波線：静波海岸入口                                                    |                  |
| 島田駅南口       |                                                           |                                                                             |                  |
| 4                | しずてつジャストライン                                    | 富士山静岡空港島田線：富士山静岡空港                                        |                  |
| 5                | 富士山静岡空港 （大鉄アドバンス・しずてつジャストライン） | 空港・新金谷線（富士山静岡空港金谷線）：富士山静岡空港 / 蓬莱橋             |                  |
| 5                | 島田市コミュニティバス （ジャンボタクシー）               | 島田駅前                                                                    |                  |

## 隣の駅
※「ホームライナー静岡」「ホームライナー浜松」の隣の停車駅は東海道線 (静岡地区)を参照のこと。
東海旅客鉄道（JR東海）
CA 東海道本線
六合駅 (CA23) - 島田駅 (CA24) - 金谷駅 (CA25)